# Peucedanum atlanticum
Peucedanum atlanticum är en flockblommig växtart som beskrevs av Auguste Nicolas Pomel. Peucedanum atlanticum ingår i släktet siljor, och familjen flockblommiga växter. Inga underarter finns listade i Catalogue of Life.